# Шелево
Шелево (пол. Szelewo, нім. Schelow) — село в Польщі, у гміні Ґлувчиці Слупського повіту Поморського воєводства.
У 1975-1998 роках село належало до Слупського воєводства.